# Strekov
Strekov este o comună slovacă, aflată în districtul Nové Zámky din regiunea Nitra. Localitatea se află la altitudinea de 140 m deasupra n.m., se întinde pe o suprafață de 41,05 km2 și în 2017 număra 1.979 de locuitori.

## Istoric
Localitatea Strekov este atestată documentar din 1075.

## Demografie
| An:                | 1994 | 2004   | 2014    | 2024   |
| ------------------ | ---- | ------ | ------- | ------ |
| Număr de persoane: | 2327 | 2216   | 1989    | 1872   |
| Diferență:         |      | −4,77% | −10,24% | −5,88% |

| An:                | 2023 | 2024   |
| ------------------ | ---- | ------ |
| Număr de persoane: | 1891 | 1872   |
| Diferență:         |      | −1,00% |